# 商高
商高，商族，子姓。西周初数学家，约与周公旦同时期人。

## 生平
《周髀算经》中记载他在公元前1000年左右三方面的数学成就： 勾股定理、测量术和分数运算。他是有文字記載自己发现勾股定理例子最早的人。商高对勾股定理的研究早于毕达哥拉斯定理五百到六百年。